# Associazione Calcio Perugia 1976-1977
Questa voce raccoglie le informazioni riguardanti l'Associazione Calcio Perugia nelle competizioni ufficiali della stagione 1976-1977.

## Stagione

Il neoacquisto Antonio Ceccarini, in contrasto su Speggiorin, in Perugia-Napoli (4-2) del 15 maggio 1977.

Dopo la buona stagione d'esordio in massima serie, in quest'annata il Perugia migliorò ulteriormente il piazzamento finale in classifica raggiungendo un lusinghiero sesto posto, che lo pose a ridosso delle big del calcio italiano. La squadra dell'anno precedente venne solo ritoccata in alcuni ruoli, con l'arrivo di Antonio Ceccarini in difesa, prelevato dall'Avellino, e di Giordano Cinquetti in attacco, acquistato dal Rimini a cui venne invece ceduto Sollier, entrambi provenienti dalla cadetteria e debuttanti in Serie A.
La stagione segnò la consacrazione di Walter Novellino, che nel corso del suo secondo torneo di A esplose definitivamente, rivelandosi come uno dei migliori centrocampisti offensivi del campionato. Le prestazioni dell'ala campana, assieme a quelle dei compagni di reparto Renato Curi e Franco Vannini, portarono i grifoni a raggiungere la prima, storica, qualificazione alle competizioni europee, conquistando un posto nel tabellone della Coppa Mitropa.

## Divise

Walter Novellino, tra i protagonisti della stagione calcistica nazionale, con la versione definitiva della maglia del 1976-1977, recante il grifone sul petto.

Nella stagione 1976-1977 il Perugia abbandonò le divise monocolore degli anni precedenti, optando per delle maglie rosse con colletto bianco e scollo a V, impreziosito da alcune righe rosse. Anche le maniche erano bordate di bianco, e su di esse ricorreva il dettaglio delle righe rosse ornamentali. I pantaloncini erano bianchi, mentre i calzettoni erano rossi con risvolto bianco.
La seconda casacca presentava lo stesso stile, ma a colori invertiti, con maglia bianca, pantaloncini rossi, e calzettoni bianchi con risvolto rosso. In questa stagione ritornò sulle maglie biancorosse dopo alcuni anni d'assenza anche il Grifo, storico simbolo della squadra; inizialmente cucito sulla manica destra, venne poi subito spostato sul petto all'altezza del cuore.
| Casa | Trasferta |

## Organigramma societario
Area direttiva
- Presidente: Franco D'Attoma
- Segretario: Sandro Caporali

Area tecnica
- Direttore sportivo: Silvano Ramaccioni
- Allenatore: Ilario Castagner
- Allenatore in seconda: Giampiero Molinari

Area sanitaria
- Medici sociali: Mario Tomassini
- Massaggiatore: Bruno Palomba

## Rosa
| N. |                   | Ruolo | Calciatore                  |
| -- | ----------------- | ----- | --------------------------- |
|    | Italia (bandiera) | P     | Roberto Marconcini          |
|    | Italia (bandiera) | P     | Nello Malizia               |
|    | Italia (bandiera) | P     | Rossano Pinti               |
|    | Italia (bandiera) | P     | Giorgio Casciarri           |
|    | Italia (bandiera) | D     | Michele Nappi               |
|    | Italia (bandiera) | D     | Pierluigi Frosio (capitano) |
|    | Italia (bandiera) | D     | Fabrizio Berni              |
|    | Italia (bandiera) | D     | Comunardo Niccolai          |
|    | Italia (bandiera) | D     | Enrico Lanzi                |
|    | Italia (bandiera) | D     | Antonio Ceccarini           |

| N. |                   | Ruolo | Calciatore         |
| -- | ----------------- | ----- | ------------------ |
|    | Italia (bandiera) | C     | Renato Curi        |
|    | Italia (bandiera) | C     | Franco Vannini     |
|    | Italia (bandiera) | C     | Mauro Amenta       |
|    | Italia (bandiera) | C     | Aldo Agroppi       |
|    | Italia (bandiera) | C     | Livio Pin          |
|    | Italia (bandiera) | A     | Walter Novellino   |
|    | Italia (bandiera) | A     | Giordano Cinquetti |
|    | Italia (bandiera) | A     | Roberto Ciccotelli |
|    | Italia (bandiera) | A     | Mario Scarpa       |
|    | Italia (bandiera) | A     | Massimo Lupini     |

## Risultati

### Serie A

#### Girone di andata
| Arbitro: | Pieri (Genova) |

|                            |           |             |
| A. Maldera 20’ Capello 23’ | Marcatori | 43’ Vannini |

| Arbitro: | Casarin (Milano) |

|             |           |  |
| Vannini 67’ | Marcatori |  |

| Arbitro: | Lattanzi (Roma) |

|  |           |                                          |
|  | Marcatori | 18’ Ciccotelli 70’ (rig.), 85’ Novellino |

| Arbitro: | Barboni (Firenze) |

|                        |           |             |
| Vannini 32’ Scarpa 80’ | Marcatori | 25’ Arcoleo |

| Arbitro: | F. Panzino (Catanzaro) |

|            |           |  |
| Wilson 78’ | Marcatori |  |

| Arbitro: | Casarin (Milano) |

|               |           |               |
| Novellino 83’ | Marcatori | 67’ P. Pulici |

| Arbitro: | Trinchieri (Reggio Emilia) |

|                         |           |  |
| Zigoni 50’ Guidolin 70’ | Marcatori |  |

| Arbitro: | Vannucchi (Bologna) |

|                   |           |             |
| Silipo 23’ (aut.) | Marcatori | 85’ Banelli |

| Arbitro: | Lops (Torino) |

|             |           |  |
| Vannini 39’ | Marcatori |  |

| Arbitro: | Lapi (Firenze) |

|                        |           |                           |
| Di Bartolomei 54’, 75’ | Marcatori | 78’ Ciccotelli 88’ Frosio |

| Arbitro: | Lazzaroni (Milano) |

|                  |           |  |
| Berni 51’ (aut.) | Marcatori |  |

| Perugia 9 gennaio 1977 12ª giornata | Perugia       | 0 – 0 | Fiorentina | Stadio Pian di Massiano\| Arbitro: \| Prati (Parma) \| |
| Arbitro:                            | Prati (Parma) |       |            |                                                        |

| Perugia 16 gennaio 1977 13ª giornata | Perugia                      | 0 – 0 | Sampdoria | Stadio Pian di Massiano\| Arbitro: \| Agnolin (Bassano del Grappa) \| |
| Arbitro:                             | Agnolin (Bassano del Grappa) |       |           |                                                                       |

| Arbitro: | Pieri (Genova) |

|                |           |            |
| G. Savoldi 81’ | Marcatori | 20’ Scarpa |

| Arbitro: | Menegali (Roma) |

|  |           |            |
|  | Marcatori | 80’ Muraro |

#### Girone di ritorno
| Arbitro: | Serafino (Roma) |

|                                                |           |            |
| Vannini 15’ Novellino 54’ Cinquetti 79’ (rig.) | Marcatori | 89’ Rivera |

| Arbitro: | Gussoni (Tradate) |

|                               |           |            |
| Bergamaschi 37’ Pirazzini 44’ | Marcatori | 8’ Vannini |

| Arbitro: | Terpin (Trieste) |

|               |           |  |
| Cinquetti 63’ | Marcatori |  |

| Genova 6 marzo 1977 19ª giornata | Genoa           | 0 – 0 | Perugia | Stadio Luigi Ferraris\| Arbitro: \| Lattanzi (Roma) \| |
| Arbitro:                         | Lattanzi (Roma) |       |         |                                                        |

| Arbitro: | Prati (Parma) |

|                         |           |  |
| Amenta 4’ Cinquetti 67’ | Marcatori |  |

| Arbitro: | Bergamo (Livorno) |

|                            |           |                |
| P. Pulici 3’ Salvadori 68’ | Marcatori | 55’ Ciccotelli |

| Arbitro: | Schena (Foggia) |

|               |           |              |
| Cinquetti 60’ | Marcatori | 32’ Mascetti |

| Arbitro: | Lapi (Firenze) |

|                |           |               |
| L. Maldera 79’ | Marcatori | 43’ Cinquetti |

| Arbitro: | Ciulli (Roma) |

|             |           |  |
| Clerici 11’ | Marcatori |  |

| Arbitro: | Terpin (Trieste) |

|                                     |           |  |
| Scarpa 15’ Cinquetti 50’ Frosio 60’ | Marcatori |  |

| Arbitro: | Bergamo (Livorno) |

|             |           |            |
| Vannini 31’ | Marcatori | 19’ Causio |

| Arbitro: | Benedetti (Roma) |

|          |           |  |
| Caso 24’ | Marcatori |  |

| Arbitro: | Serafino (Roma) |

|                        |           |  |
| Lippi 17’ Saltutti 47’ | Marcatori |  |

| Arbitro: | Milan (Treviso) |

|                                       |           |                     |
| Vannini 3’, 31’ Pin 55’ Novellino 84’ | Marcatori | 10’, 38’ G. Savoldi |

| Arbitro: | Redini (Pisa) |

|            |           |           |
| Pavone 47’ | Marcatori | 2’ Amenta |

### Coppa Italia

#### Primo turno
| Cagliari 29 agosto 1976 1ª giornata | Cagliari        | 0 – 0 | Perugia | Stadio Sant'Elia\| Arbitro: \| Milan (Treviso) \| |
| Arbitro:                            | Milan (Treviso) |       |         |                                                   |

| Arbitro: | Pieri (Genova) |

|                                  |           |  |
| Novellino 20’, 80’ Cinquetti 57’ | Marcatori |  |

| Arbitro: | Barbaresco (Cormons) |

|                        |           |                     |
| Scarpa 48’ Vannini 89’ | Marcatori | 38’ (rig.) Callioni |

| Arbitro: | Ciacci (Firenze) |

|                  |           |  |
| Dolci 38’ (rig.) | Marcatori |  |

## Statistiche

### Statistiche di squadra
| Competizione | Punti | In casa | In casa | In casa | In casa | In casa | In casa | In trasferta | In trasferta | In trasferta | In trasferta | In trasferta | In trasferta | Totale | Totale | Totale | Totale | Totale | Totale | DR |
| Competizione | Punti | G       | V       | N       | P       | Gf      | Gs      | G            | V            | N            | P            | Gf           | Gs           | G      | V      | N      | P      | Gf     | Gs     | DR |
| ------------ | ----- | ------- | ------- | ------- | ------- | ------- | ------- | ------------ | ------------ | ------------ | ------------ | ------------ | ------------ | ------ | ------ | ------ | ------ | ------ | ------ | -- |
| Serie A      | 29    | 15      | 8       | 6       | 1       | 21      | 9       | 15           | 1            | 5            | 9            | 11           | 19           | 30     | 9      | 11     | 10     | 32     | 28     | +4 |
| Coppa Italia | -     | 2       | 2       | 0       | 0       | 5       | 1       | 2            | 0            | 1            | 1            | 0            | 1            | 4      | 2      | 1      | 1      | 5      | 2      | +3 |
| Totale       | -     | 17      | 10      | 6       | 1       | 26      | 10      | 17           | 1            | 6            | 10           | 11           | 20           | 34     | 11     | 11     | 11     | 37     | 30     | +7 |

### Statistiche dei giocatori
| Giocatore  | Serie A  | Serie A |
| Giocatore  | Presenze | Reti    |
| ---------- | -------- | ------- |
| Agroppi    | 16       | 0       |
| Amenta     | 20       | 2       |
| Berni      | 22       | 0       |
| Casciarri  | 1        | 0       |
| Ceccarini  | 30       | 0       |
| Ciccotelli | 18       | 3       |
| Cinquetti  | 25       | 6       |
| Curi       | 28       | 0       |
| Frosio     | 29       | 2       |
| Lanzi      | 6        | 0       |
| Lupini     | 5        | 0       |
| Malizia    | 6        | 0       |
| Marconcini | 22       | 0       |
| Nappi      | 29       | 0       |
| Niccolai   | 7        | 0       |
| Novellino  | 26       | 5       |
| Pin        | 18       | 1       |
| Pinti      | 3        | 0       |
| Scarpa     | 22       | 3       |
| Vannini    | 27       | 0       |